# Chris Pureka

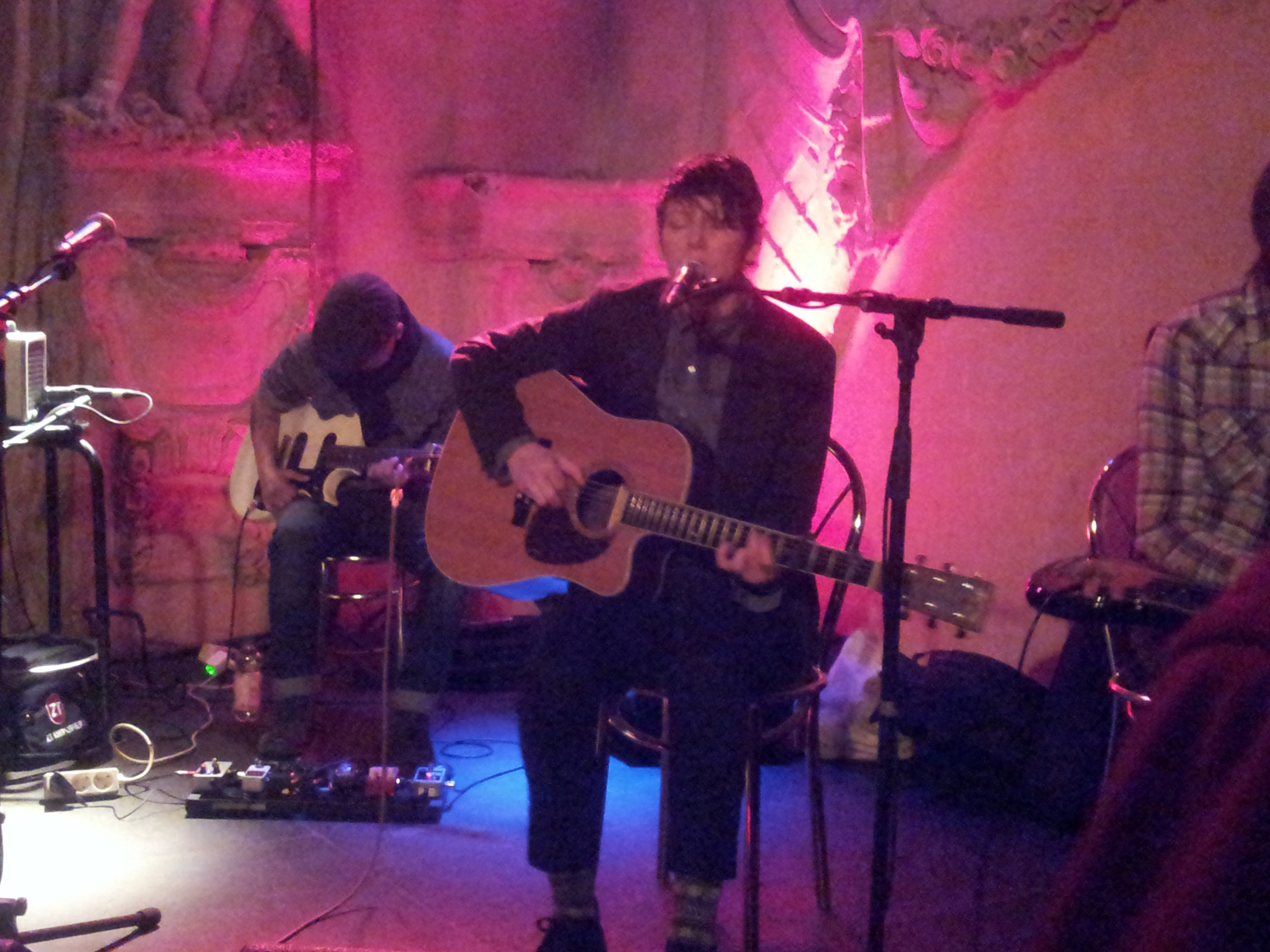
Chris Pureka. Aufnahme aus dem Jahr 2014

Chris Pureka (* 1980) ist eine US-amerikanische nicht-binäre Person und als Singer-Songwriter tätig.

## Leben
Pureka wurde 1980 in den Vereinigten Staaten in Northampton (Massachusetts) geboren und lebt zurzeit in Portland (Oregon).
2001 veröffentlichte Pureka im Alter von 21 Jahren die erste Single mit dem Titel Chris Pureka. Bei Live-Auftritten wird vorwiegend akustische Gitarre gespielt und gesungen, gelegentlich auch von einer Band begleitet. Die New York Times sieht Pureka im Bereich der Folk-Musik angesiedelt, deren Beschränkungen in der Instrumentation Pureka aber nicht allzu streng nehme:

„Elektrische Gitarre, Pedal-Steel-Gitarre oder gestrichener Kontrabass tauchen im Hintergrund auf, gerade genug, um die emotionalen Abgründe zu erweitern und zu vertiefen, wo Frau Pureka auf ihren Kummer hinabstarrt.“

Pureka bezeichnet sich selbst als eine Butch-Lesbe und genderqueer.
Purekas Platten werden vom eigenen Label Sad Rabbit Records vertrieben.

## Diskografie
- 2001 – Chris Pureka EP
- 2004 – Driving North
- 2006 – Dryland
- 2009 – Chimera (EP)
- 2010 – How I Learned To See In The Dark
- 2012 – Chris Pureka Live at the Grey Eagle 1.19.11
- 2013 – Chimera II (EP)
- 2016 – Back in the Ring
- 2021 – The Longest Year